# Lloyd's Register

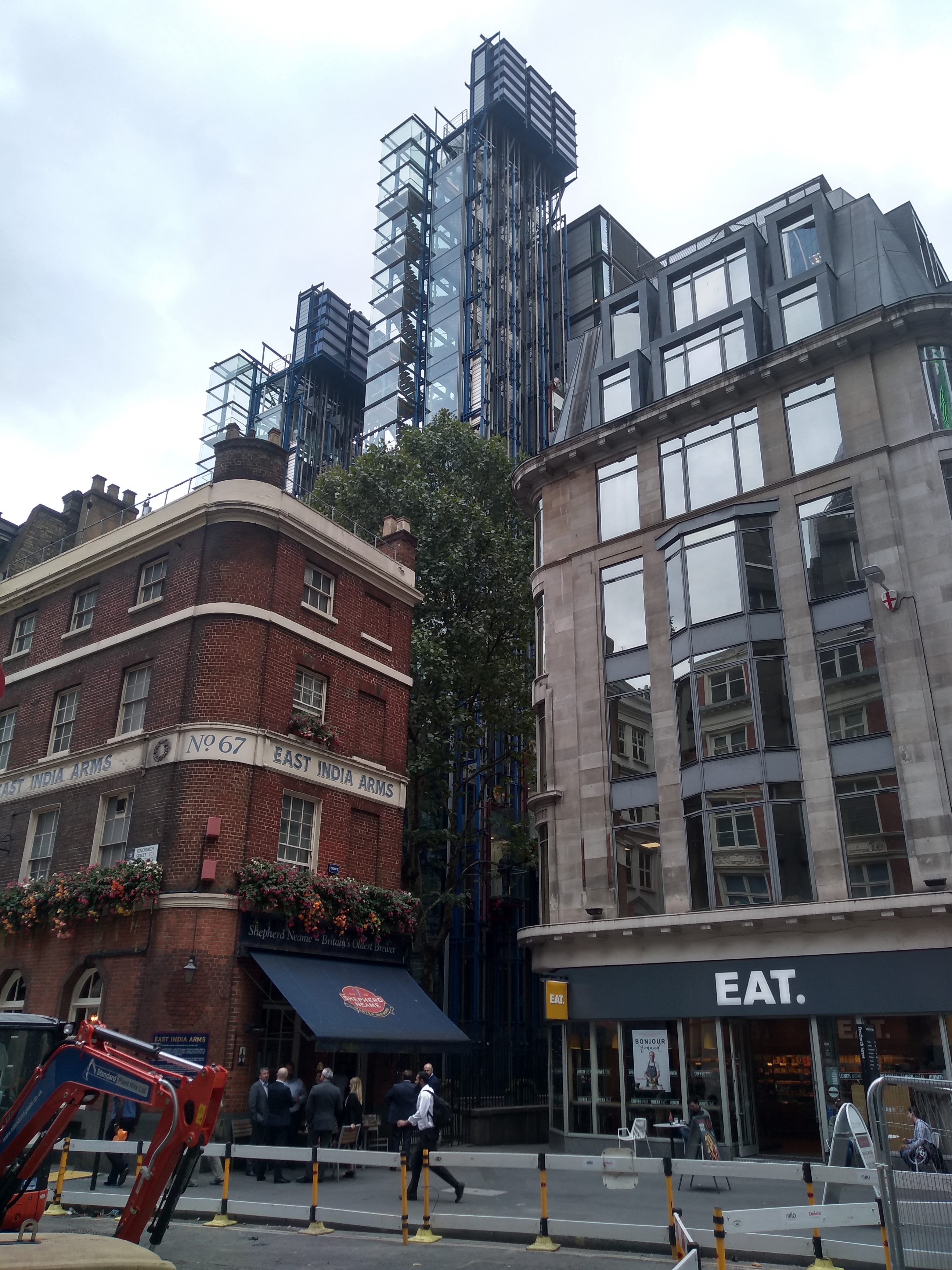
Hoofdkantoor

Lloyd's Register is een organisatie die in 1760 opgericht is met als doel het beoordelen en classificeren van schepen van de handelsvloot. Door deze beoordeling kunnen verzekeraars hun risico's beter overzien en beheersen. Lloyd's is nog steeds de meest toonaangevende organisatie voor het classificeren van schepen. Lloyd's Register is een aangemelde (keurings)instantie (notified body) volgens EU-richtlijnen: een door een overheid erkend onafhankelijk keuringsinstituut is. Lloyd's Register komt voort uit hetzelfde koffiehuis van Edward Lloyd als de beroemde verzekeringsmarkt Lloyd's of London, maar is daar volledig onafhankelijk van. Het hoofdkantoor van Lloyd's Register is gevestigd in Londen, en in de meeste geïndustrialiseerde landen is Lloyd's vertegenwoordigd.
Samen met Det Norske Veritas (Noorwegen), American Bureau of Shipping (USA) Bureau Veritas (Frankrijk) en RINA (Registro Italiano Navale; Italië) is Lloyd's Register (U.K.) een van de belangrijkste classificatiebureaus. Lloyd's is zonder meer de meest internationaal werkende; de anderen worden vaak voorgeschreven als het gaat om installaties die in de betreffende landen worden gebouwd.

## Het Register
Lloyd's Register (de lijst met schepen) wordt jaarlijks gepubliceerd door uitgever Lloyd's Register-Fairplay, en bevat informatie over alle zeegaande, gemotoriseerde koopvaardijschepen vanaf 100 brt.

## Het classificeren
Lloyd's houdt zich bezig met het opstellen van regels voor de controle op de zeewaardigheid van schepen, maar ook andersoortige installaties zoals drijvende dokken, schepenliften en offshore installaties kunnen geclassificeerd worden en in het Register worden opgenomen. Voor een echte classificatie controleert Lloyd's Register schepen vanaf de tekenplank, het begin van de bouw, het casco, de installaties en de motoren. Vervolgens volgt Lloyd's Register de hele levensloop van een schip.
Lloyd's is nog steeds een onafhankelijke, niet op winst gerichte organisatie; de organisatie voert onafhankelijke beoordelingen uit op verzoek. Zijn inkomsten verkrijgt Lloyd's uit de controles van tekeningen en installaties voor de certificering en de classificatie alsmede uit de opgestelde rapporten. Hoewel Lloyd's Register niets met verzekeringen te maken heeft, eist de verzekering wel vaak een classificatie van Lloyd's of een andere classificatiemaatschappij. De "Rules" bestaan uit zeven delen:
- Deel 1: Regels (Regulations)

Algemene regels, het eigenlijke classificeren, periodiek onderzoek
- Deel 2: Regels voor de fabricage, voor het testen en voor de classificatie van materiaal

(Rules for the manufacture, testing and certification of materials)
- Deel 3: Scheepsstructuur

Basis van structuur van het casco, langssterkte, boeg- en achterconstructies
- Deel 4: Scheepsstructuur (naar scheepstypen)

Casco constructie-eisen voor het casco (de hull) per scheepstype, zoals sleepboten, veerponten, olietankers, containerschepen.
- Deel 5: Hoofd- en hulpmachinerie (Main and auxiliary machinery)

Inclusief schroefas uitlijning en trillingen, leidingwerk voor olietankers, stuurgerei
- Deel 6: Besturing, elektrische systemen, brandpreventie

(Control, electrical, refrigeration and fire)
- Deel 7: Overige scheepstypen en installaties (Other ship types and systems)

Uitzonderlijke, speciale scheepstypen, bijvoorbeeld oliebergingsschepen, brandweerschepen, schepen met fabrieksinstallaties

## Andere bedrijven van Lloyd's Register
(LR Rail is in 2015  verkocht aan RICARDO RAIL;  Lloyds Register is sinds 2022 weer 100% scheepvaart klassifikatiebureau; overige bedrijven zijn verkocht aan Is verkocht aan Goldman SACHS  en opereert als aparte entiteit onder naam LRQA, waarbij LR niet voor Lloyd's Register en QA niet meer per se voor Quality Assurance staat -maar wordt  LRQA (engels uitgesproken) als brandname gebruikt! )
De activiteiten van Lloyd's Register beperken zich niet meer alleen tot de scheepvaart. Vanuit de classificatie-kunde en betrouwbaarheid heeft Lloyd's Register ook keuringsbedrijven op andere terreinen:
- Als aangemelde keuringsinstantie mag dochter Lloyd's Register Rail nu ook spoorwegen keuren, en verder in Energie en (niet-maritiem) transport ook mijnen en oliewinning, op deelaspecten van ontwerp, bouw, onderhoud, gebruik en prestatie met als doel het verhogen van de veiligheid.
- Lloyd's Register Stoomwezen, werkend in Nederland, ("LR Stoomwezen", vaak nog het Stoomwezen genoemd), een onderdeel van Lloyd's Register.
- LRQA (als dochteronderneming van Lloyd's Register oorspronkelijk: Lloyd's Register Quality Assurance) is een op 14 november 2021 van Lloyd's Register afgesplitste organisatie.[1] LRQA kan certificaten (kwaliteitsgaranties) uitgeven voor managementsystemen op terreinen als arbo, milieu, kwaliteit en voedselveiligheid. Daarnaast zijn er branchespecifieke keuringen voor bijvoorbeeld asbestverwijdering, lassen (EN 729), transport. Naast de activiteit certificatie, verzorgt LRQA trainingen zoals lead auditor van kwaliteitsmanagementsystemen, lead auditor van milieumanagementsystemen, lead auditor van voedselveiligheidsmanagementsystemen, interne audits, opzetten van managementsystemen conform ISO 9001:2015, ISO 14001, ISO 27001, ISO 45001 en ISO 22000.
- Het Centrum voor Post-Initieel Onderwijs Nederland (Cpion) vormt het aanspreekpunt voor particuliere opleidingsinstituten die hun post-initiële opleidingen willen laten registreren als officiële Registeropleiding.
- Certiked: certificering kennisintensieve dienstverlening. Toetsing, certificering en training van dienstverlenende organisaties. Inclusief zorg en welzijn.